# Hanspeter Thür

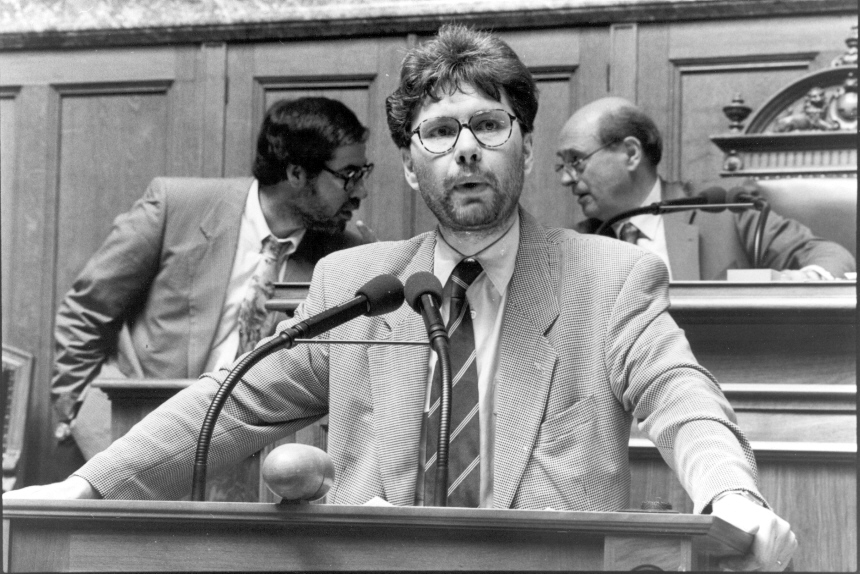
Hanspeter Thür 1992 im Nationalratssaal

Hanspeter Thür (* 31. Mai 1949 in Staad SG) ist ein Schweizer Jurist und Politiker (Grüne).

## Beruf
Thür studierte Rechtswissenschaften an der Universität Basel und beendete das Studium mit dem Lizentiat beider Rechte (lic. iur.). Nach einem Gerichtspraktikum war er als Rechtsanwalt mit Büros in Aarau und Zürich tätig. 2000 begann er an der Fachhochschule Baden ein berufsbegleitendes Nachdiplomstudium für Wirtschafts-, Verwaltungs- und Umweltmediation.
2001 wurde Thür vom Bundesrat zum Eidgenössischen Datenschutzbeauftragten gewählt. Er folgte Odilo Guntern nach, der sein Amt am 30. Juni 2001 niederlegte. Seit dem 1. Juli 2006 lautet die Amtsbezeichnung «Eidgenössischer Datenschutz- und Öffentlichkeitsbeauftragter». 
Thür ist ein vehementer Verteidiger des Bankgeheimnisses, das er nicht als Geheimnis der Banken, sondern der Bankkunden sieht. Im Gegenzug kritisiert er die Banken, die das Bankgeheimnis als Steuerhinterzieher-Geheimnis verwandelt und daraus ein Geschäftsmodell gemacht haben. In einem Interview mit dem Magazin Schweizer Monat sagte Thür im Mai 2012: «Am Ende muss der Datenschützer das Bankgeheimnis gegen die Banken verteidigen!»
Thür warnt vor einem globalen Überwachungsstaat, der dadurch möglich wird, dass privatwirtschaftliche, mit Daten handelnde Firmen und Nachrichtendienste wie die NSA zusammenspannen: «Der Zweck der angeblichen Sicherheit heiligt die Mittel der konsequenten Verdächtigung.»
Thür war Gastgeber der Internationalen Konferenz der Beauftragten für den Datenschutz und den Schutz der Privatsphäre vom 14. bis 16. September 2005 in Montreux.
Ende November 2015 schied Thür altershalber aus dem Amt.

## Politik

### Nationalrat
1985 erfolgte seine Wahl in den Grossen Rat des Kantons Aargau und 1987 in den Nationalrat. Von 1991 bis 1994 war er Vorsitzender der Grünen-Fraktion im Bundeshaus und von 1995 bis 1997 Präsident der Grünen Partei der Schweiz. Thür war zeitweise Mitglied der aussenpolitischen Kommission und der Begnadigungskommission. Seine 37 Vorstösse im Parlament behandelten eine Vielzahl von Themen wie Finanzen, Verkehr, Steuern, Energie und Raumplanung. Im Februar 1999 trat er aus dem Nationalrat zurück. 

### Stadtrat Aarau
Im März 2017 wurde bekannt, dass Thür für das Vizepräsidium der Stadt Aarau kandidieren möchte. Nach seiner Wahl übernahm er 2018 das Ressort Hochbau und Raumplanung. 2021 wurde er wiedergewählt.

## Engagement
Hanspeter Thür ist Koordinator für das Projekt «Alte Reithalle» der Stadt Aarau und Präsident von Szenaario, dem Trägerverein des Theaters Tuchlaube. Thür ist zudem Mitglied der kantonalen Kommission für Kulturfragen und berät den Aargauer Regierungsrat in kulturpolitischen Fragen. Seit 2009 ist er Stiftungsrat des Ökozentrums Langenbruck. 1997 und 1998 war er Wahlbeobachter in Bosnien, Montenegro und der Ukraine.

## Privates
Thür wohnt in Aarau, ist verheiratet und Vater einer erwachsenen Tochter.